# 海牙國際法學院
海牙國際法學院（荷蘭語：Haagsche Academie voor Internationaal Recht）位於荷蘭海牙，是一所專攻國際法及國際衝突法的高等教育學府。

## 簡述
海牙國際法學院於1914年在卡內基國際和平基金會的協助下籌辦，並於1923年成立。坐落於和平廣場，毗鄰國際法院。海牙國際法學院在國際法學界名望甚高，國際法院中部份往任及現任法官均曾在海牙國際法學院中攻讀或任教國際法。
除部份全職教師外，學院多年來亦曾多次邀請在國際法學界享負盛名的學者、法官、國際組織成員及高官到學院授課，獲邀者無一不是行內頂尖水平的人物。

## 課程
海牙國際法學院設有國際法學文憑課程，每年收生人數及畢業人數十分有限，學院對文憑課程學生的學術能力及畢業標準均有很高的要求，學生須完成國際法或國際衝突法的主修課程並考試及格，然後在指導下完成文憑課程所規定的研究習題或論文，並通過筆試或口試方能畢業。修畢國際法學文憑的畢業生將獲列入學院公開的畢業生名單之中，自學院創辦以來，每年只有數名畢業生能達到畢業要求而獲頒文憑，有些年份甚至沒有人能夠畢業。
海牙國際法學院的國際法學文憑在學術界地位崇高，普遍獲各院校認許為碩士或博士學歷，然而入讀國際法學文憑的學生一般最起碼已是碩士。
海牙國際法學院另設有暑期課程和校外課程。暑期課程於每年七月開辦，為期六週，前三週為國際衝突法課程，而後三週為國際法課程。暑期課程是海牙國際法學院最廣受歡迎的課程，申請入讀的學生遍及各國，入讀學生必須曾修讀四年法律，當中包括國際法學。校外課程則每年在世界挑選其中一個城市開辦，校外課程為期兩週，學院會派出其教授親往授課城市，向該國政府官員及年輕學者講授國際法及國際衝突法，學院曾在1987年於北京開辦校外課程。
海牙國際法學院以英語和法語為官方語言，除校外課程外，所有課程均以英語及法語教授。

## 校訓
Peace through Law（以法律締造和平）

## 校友
海牙國際法學院雖然收生人數甚少，但名人輩出。其畢業生及曾供職於學院者多有傑出公職成就，包括出任法官、政府高官或大學教授。如東帝汶總理兼1996年諾貝爾和平獎得主José Ramos Horta、國際法院前法官Peter Tomka、國際法院首席法官史久鏞、耶魯大學法學院前院長郭洪柱等。
現時，海牙國際法學院國際法學文憑共有六名華人畢業生，分別為：
- HO, D. (1955)
- 張翔宇 (1984) - 張翔宇律師事務所負責人、美國紐約州律師
- ZHANG, Q.F. (1986)
- 凌兵 (1995) - 香港中文大學法律學院副院長
- 廖雪霞[1]（2016）- 瑞士日内瓦高等研究院博士候选人，中山大学法学院学士、国际法硕士。
- TZENG Peter (2017) - 耶鲁大学JD, 国际法院Legal Clerk

## 外部連結
- 海牙國際法學院 （页面存档备份，存于）